# Igreja de Bieti

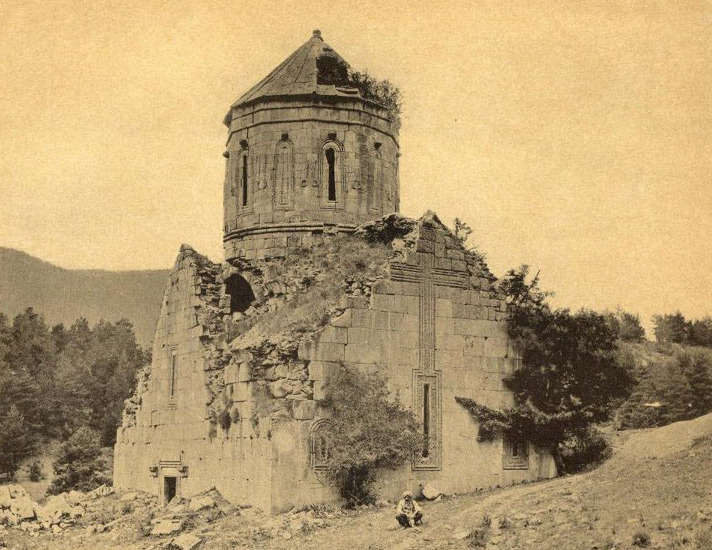
As ruínas da igreja

A Igreja da Mãe de Deus de Bieti (em georgiano:  ბიეთის ღვთისმშობლის ეკლესია) é uma igreja ortodoxa em ruínas localizada no município de Akhaltsikhe, na região centro-sul de Mesquécia-Javaquécia, na Geórgia. Datada na segunda metade do século XIV, foi construída sobre um plano abobadado de cruz inscrita. Depois que a cúpula desabou em 1930, apenas a semicúpula do santuário e do pastoforio permaneceu de pé. A reconstrução da igreja começou em 2019. Está inscrita na lista de monumentos culturais da Geórgia. Há outra igreja medieval georgiana conhecida como Bieti, localizada no atual território disputado da Ossétia do Sul.

## História
A igreja está localizada no território de uma aldeia homônima hoje extinta, a cerca de 2 km ao norte da moderna vila de Gurkeli, no município de Akhaltsikhe, na região de Mesquécia-Javaquécia. A julgar pelo estilo, ele poderia ter sido construído no final do século XIV. Uma capela foi anexada ao norte por Zaal Tokhasdze em 1493. A área fazia parte da província medieval de Mesquécia, que se tornou amplamente muçulmana durante o reinado otomano entre 1578 e 1829. A igreja foi esquecida e recebeu atenção acadêmica apenas no final do século XIX por Dimitri Bakradze e Ekvtime Taqaishvili. Já fortemente danificado, o prédio caiu em ruínas depois que a cúpula desabou em 1930. Após alguns trabalhos preliminares de limpeza e conservação na igreja, um importante programa de reconstrução foi lançado em 2019 e deve ser concluído em três anos.

## Arquitetura
A igreja, 11,8 × 17,7 m, foi construída com pedra revestida em cruz inscrita, cúpula e abside semicircular com bema profundo. A cúpula, todos os arcos e abóbadas, bem como a parte superior da abside entraram em colapso, enchendo as ruínas dentro da igreja. A parede oriental ainda conserva fragmentos de afrescos medievais influenciados pela arte paleóloga. As paredes externas eram decoradas com esculturas de pedra e tinham inscrições na escrita medieval astomavruli. Um deles, agora perdido, comemorou a construção da capela em 1493. O historiador de arte Vakhtang Beridze classifica a Bieti como pertencente ao grupo de igrejas abobadadas do Samtskhe medieval, que também inclui Sapara, Zarzma e Chule.